# Jahvisme
El jahvisme és el nom que els estudiosos moderns donen a la religió de l'antic Israel. El jahvisme era essencialment politeista, amb una gran quantitat de déus i deesses. Al capdavant del panteó hi havia Jahvè, el déu nacional dels regnes israelites d'Israel i Judà, amb la seva consort, la deessa Aixera, i déus i deesses de segon nivell com Baal, Xamaix, Yarikh, Mot i Astarte, tots ells tenien els seus propis sacerdots i profetes i comptaven amb la reialesa entre els seus devots. 
Les pràctiques del jahvisme incloïen festivals, sacrificis, confecció de vots, rituals privats i l'adjudicació de disputes legals. Contràriament a la imatge presentada a la Bíblia hebrea, el temple de Jerusalem (de Jahvè) no era l'únic, ni tan sols central, però el rei era el cap de la religió nacional i, per tant, el virrei a la Terra del déu nacional, un paper que es reflecteix cada any quan presidia una cerimònia en què Jahvè era entronitzat al Sant Temple de Jerusalem. 
El jahvisme va patir diverses remodelacions i recontextualitzacions, a mesura que la noció de les divinitats al marge o comparables a Jahvè es van anar degradant progressivament per les noves idees i corrents religiosos. Durant el període monàrquic de mitjana edat del ferro, la religió d'Israel es va moure cap a l'únic culte a Jahvè; tanmateix, aquests canvis teològics es van mantenir en gran part confinats a grups reduïts, només es van estendre a la població en general durant la turbulència política generalitzada dels segles VII i VI aC. Aquesta progressiva evolució al monoteisme havia culminat en última instància al final de l'exili babilònic, i al segle iv aC, el jahvisme s'havia fusionat en el que ara es coneix com a judaisme del Segon Temple. El jahvisme també va donar lloc al samaritanisme.